# Ernst Ueckermann
Ernst Ueckermann (Estcourt, 1954) é um compositor e pianista sul-africano.
Iniciou seus estudos de música na escola de arte de Joanesburgo, Royal College e  Royal Academy de música em Londres, Musikhochschulen Wuerzburg e Freiburg na Alemanha; Teve Professores como Kirsti Hjort, Bertold Hummel e Helmut Barth.
Participou de vários Master-classes com os membros de Melos Ensemble, Brahms Trio, Moscow piano trio e muitos outros conceituados pianistas do mundo. Suas composições foram gravadas por diversas companhias e executadas em festivais internacionais. Atualmente leciona técnicas de composição na universidade de Colónia, dirige uma classe de música de câmara e piano no Musikhochschule Würzburg com o Duo de Contrabaixo e Piano (Gottfried Engels e Ernst Ueckermann).